# Théodore Chassériau
Théodore Chassériau, född 20 september 1819 i Santa Bárbara de Samaná i Santo Domingo, död 8 oktober 1856 i Paris, var en dominikanskfödd fransk historie- och porträttmålare samt gravör.
Chassériau studerade redan som mycket ung för Ingres. Hans tidiga dukar, som Den skumborna Venus och Susanna i badet, vilka utställdes på salongen 1839, visar tydlig influens från läraren. Ett annat av hans tidigare verk är Esters toalett. Senare påverkades han av Delacroix och romantikerna, framförallt i bruket av färg och valet av motiv. I Susanna i badet är denna förening av bestämd teckning med romantisk känsla tydlig. Chassériau målade fresker i ett flertal kyrkor samt i Palais d'Orsay, samt i Cour des comptes (1844–1848). De senare målningarna förstördes senare, och endast en fresk, Freden, har räddats till Louvren. Hans stora 1853 utställda Tepidarium inköptes 1853 av franska staten och finns nu även den på Louvren. Chassériau utförde även romantiska skildringar av livet i Afrika enligt tidens smak. Han utförde även många serier Shakespeareillustrationer.

## Bilder

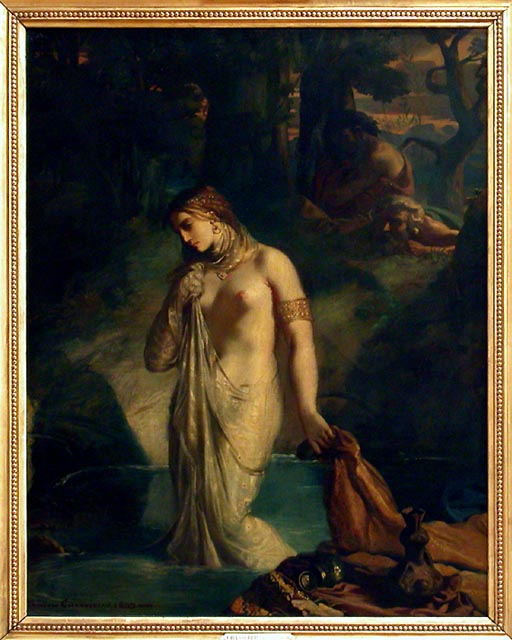
Susanna i badet, 1839.
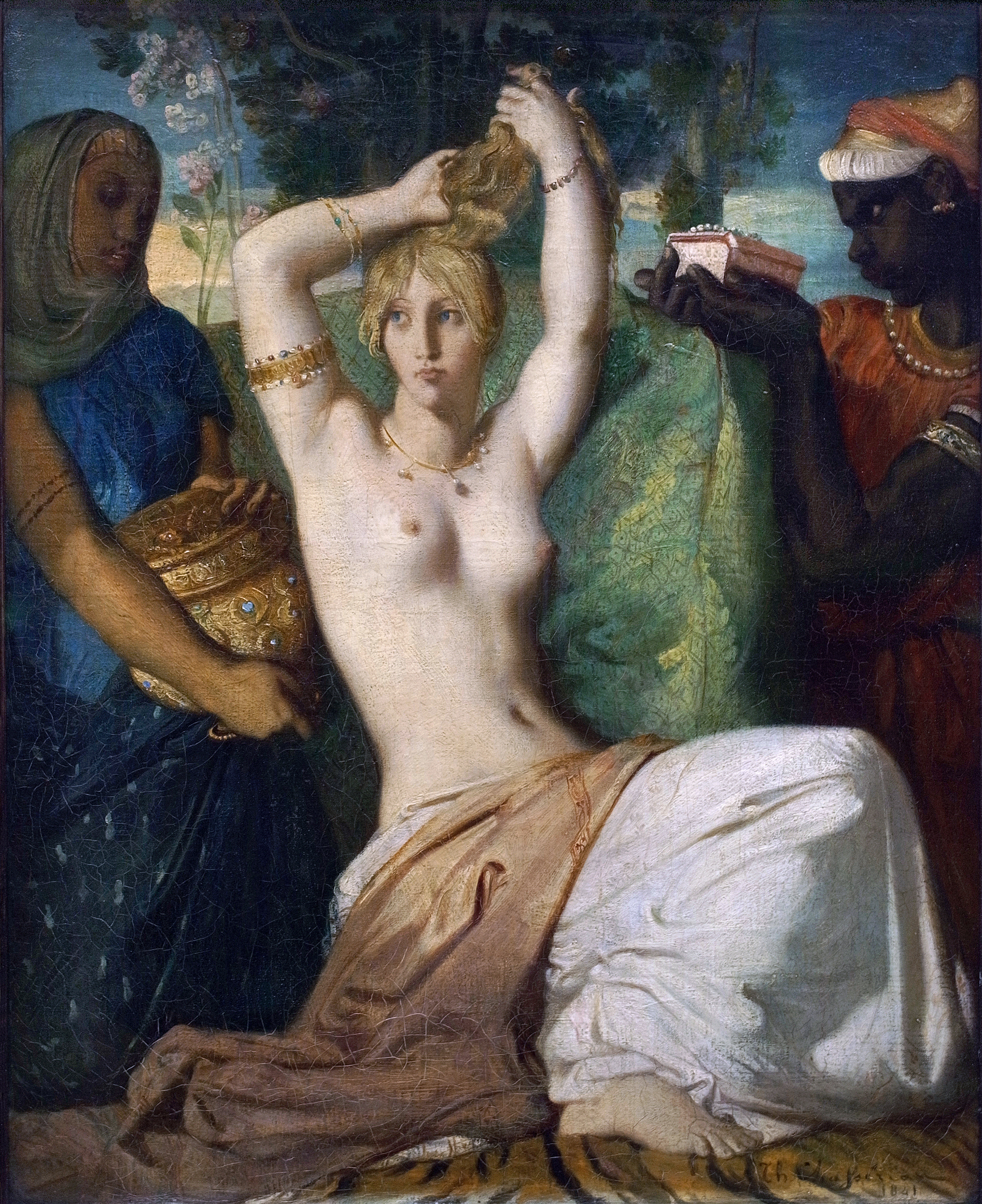
Ester förbereder sig för att möta Ahasverus, 1841.
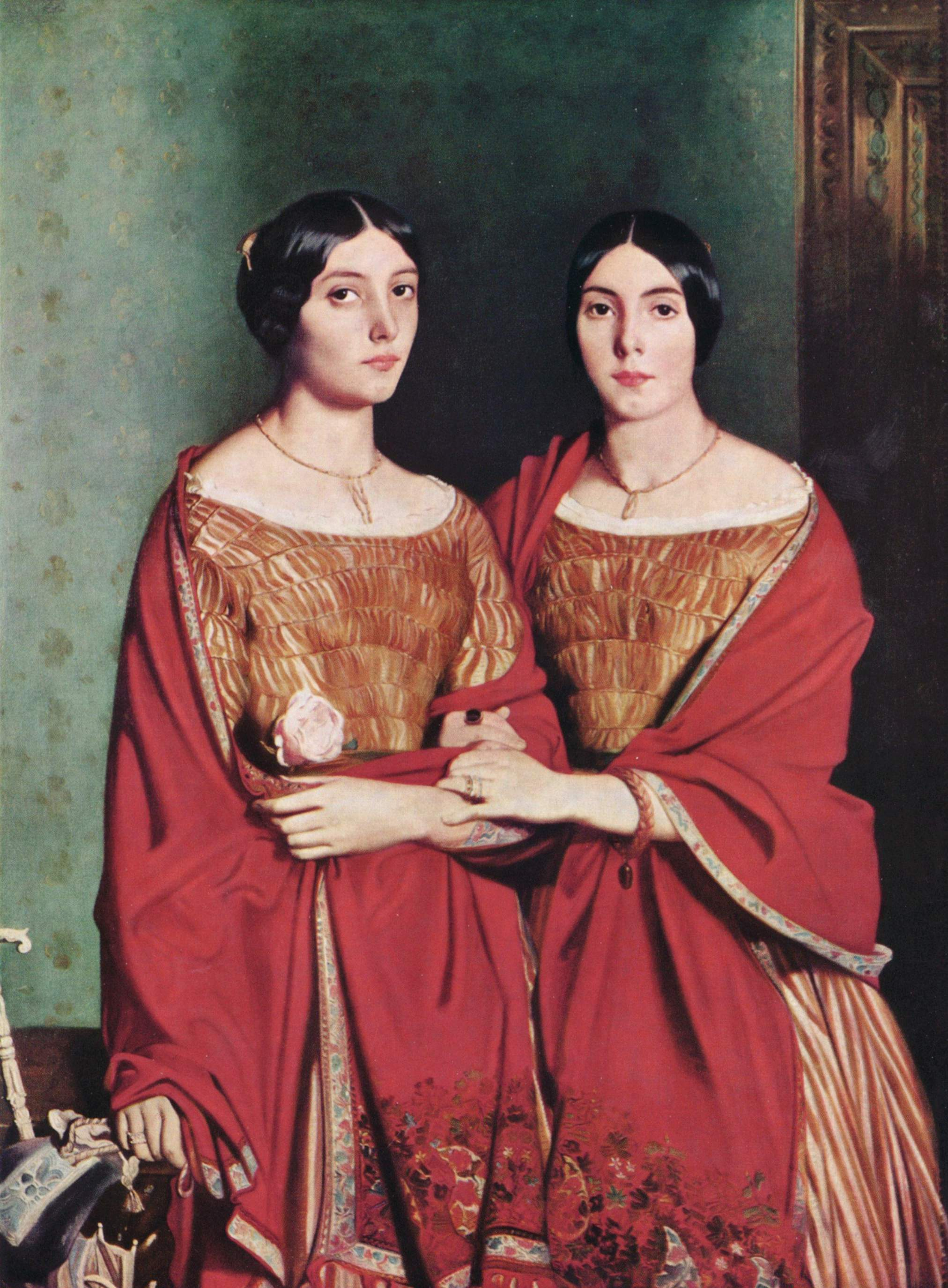
De två systrarna, 1843.
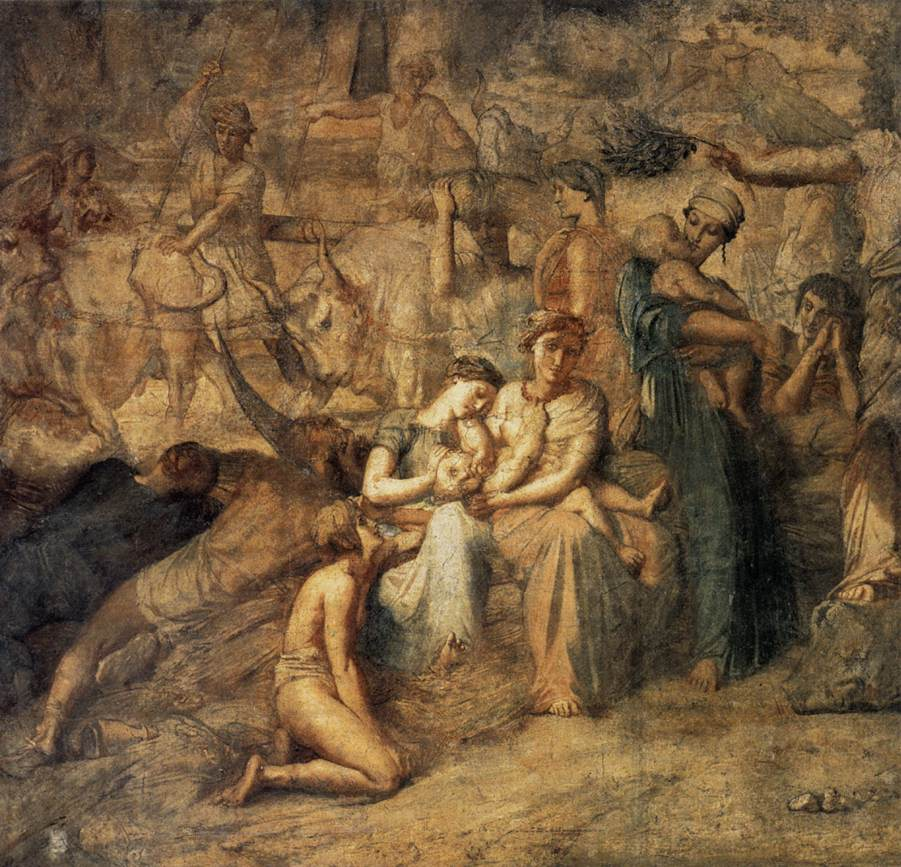
Fred, 1844–1848.
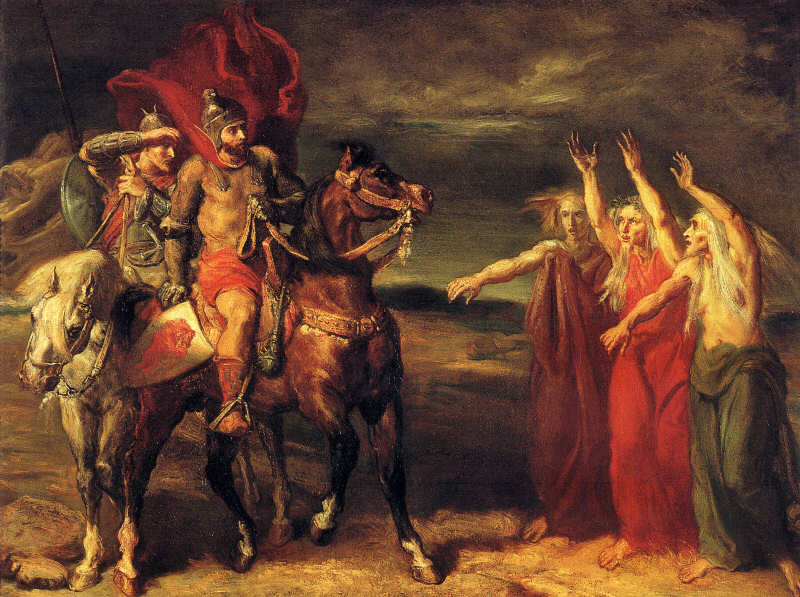
Macbeth och Banquo möter häxorna på heden, 1855.